# Jüdischer Friedhof (Straubing)
Der jüdische Friedhof in Straubing, einer Stadt in Niederbayern, wurde 1923 errichtet und auch nach 1945 belegt. (48° 52′ 48,8″ N, 12° 35′ 17,6″ O)
Da der jüdische Friedhof nahezu voll belegt war, wurde ein neuer jüdischer Friedhof (Friedhof Lerchenhaid) im Jahr 2002 eingerichtet. Für ihn ist eine Fläche von insgesamt 12.000 m² vorgesehen, auf dem 1000 Gräber angelegt werden können. (48° 53′ 3,1″ N, 12° 31′ 33,9″ O)